# Майський (Калінінградська область)
Майський (рос. Майский) — селище Зеленоградського району, Калінінградської області Росії. Входить до складу Красноторовського сільського поселення.
Населення — 48 осіб (2015 рік).

## Населення
| 2002 | 2010 |
| ---- | ---- |
| 44   | ↗48  |